# Nagytevel
Nagytevel je vesnice v Maďarsku v župě Veszprém, spadající pod okres Pápa. Nachází se asi 8 km jihovýchodně od Pápy, 20 km severovýchodně od Ajky, 24 km severozápadně od Zircu a 38 km severovýchodně od Celldömölku. V roce 2015 zde žilo 518 obyvatel, z nichž 97,6 % tvoří Maďaři.
Kromě hlavní části zahrnuje Nagytevel i malou část Uzsalpusza.
Nagytevel leží na silnici 8303. Je přímo silničně spojen s obcemi Adásztevel a Homokbödöge. Nagytevelem prochází potok Pápai-Bakony, který se vlévá do potoka Kis-Séd, vlévajícího se do řeky Marcal. Poblíže se též nachází vodní nádrž Nagyteveli víztárózó.
V Nagytevelu se nachází kostel Szentháromság-templom. Nachází se zde též hřbitov, hřiště, tři malé obchody a autobusová zastávka.